# کاترین اتریش، ملکه پرتغال
کاترین (پرتغالی: Catarina؛ ۱۴ ژانویه ۱۵۰۷ – ۱۲ فوریه ۱۵۷۸ (۷۱ سالگی)) همسر ژوآنو سوم و ملکه پرتغال بود ودر زمان صغارت نوه‌اش سبستیو یکم از ۱۵۵۷ تا ۱۵۶۲ میلادی به عنوان نایب‌السلطنه بر پرتغال حکومت کرد. کاترین اینفانته کاستیل و آرشیدوک‌نشین اتریش و دختر فیلیپ زیبا و خوانای یکم بود که پس از مرگ پدرش و در ترکمادا به دنیا آمد.